# Sultanat Bulungan

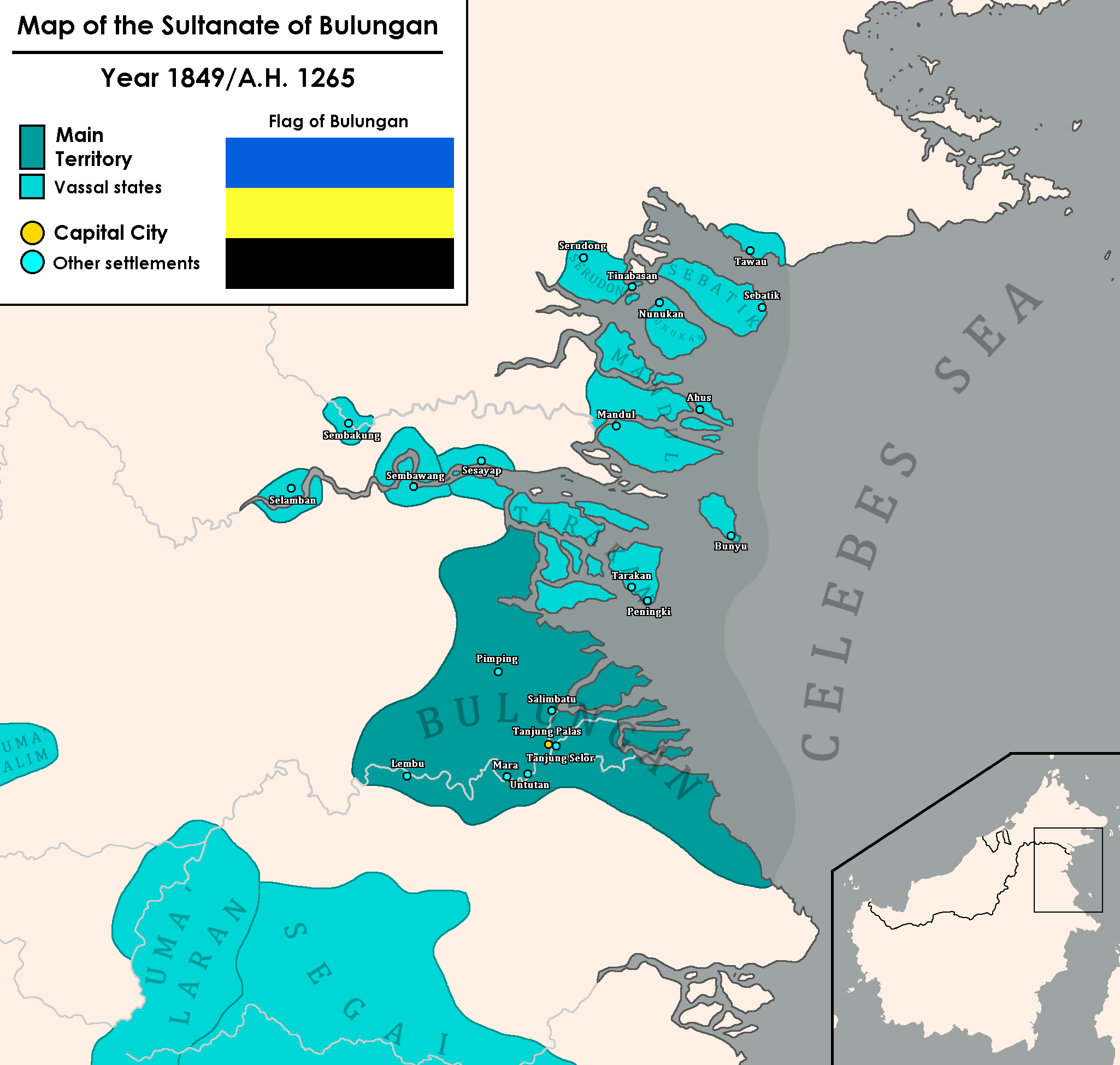
Besitzungen Bulungans an Borneos Nordost-Bucht

Das Sultanat Bulungan (Jawi: کسلطانن بولوڠن, Indonesisch: Kesultanan Bulungan) war ein unabhängiges Sultanat und später ein Sondergebiet Indonesiens im damaligen Regierungsbezirk Bulungan, der damals das gesamte Gebiet der heutigen indonesischen Provinz Nordkalimantan im Osten der Insel Borneo umfasste. Das Territorium der anfänglichen Thalassokratie (Herrschaft über das Meer, die Küsten und große Flüsse) erstreckte sich über die gesamte große Bucht der Nordostküste Nordkalimantans bis nach Tawau im heutigen Malaysia.

## Etymologie
Der Name Bulungan leitet sich vom bulunganischen Wort „Bulu Tengon“ ab, das „echter Bambus“ bedeutet. Später wurde er zu „Bulungan“. Die Bedeutung des Bambus für die bulunganische Identität geht auf einen Jungen namens Jauwiru zurück, der aus Bambus geboren wurde. Aus Jauwirus Nachkommen entstand das Sultanat Bulungan. Nach Kuwanyis Tod übernahm Jauwiru die Führung der Hupan Dayak.

## Geschichte

### Mythischer Ursprung
Bulungan wurde von einer Kayan-Gruppe, den Uma Apan, auch bekannt als Dayak Hupan, gegründet. Sie stammten aus dem Landesinneren des Apo Kayan (Kayan-Hochplateau), bevor sie sich im 16. oder 17. Jahrhundert in Küstennähe niederließen. Einer lokalen Legende zufolge war Kuwanyi der Anführer der Dayak Hupan, eines kleinen Stammes mit einem nur 80 Einwohner zählenden Dorf am Ufer des Payang, einem Nebenfluss des Pujungan. Aufgrund der schlechten Lebensqualität in der Region zogen sie flussabwärts, an einen großen Fluss namens Kayan.
Eines Tages ging Kuwanyi im Wald auf die Jagd, erbeutete aber kein einziges Tier außer einem großen Bambus, genannt Bamboo Betung, und einem Ei, das auf einem Jemlay-Baumstumpf lag. Er brachte den Bambus und das Ei nach Hause. Aus dem Bambus schlüpfte ein Junge, und als das Ei zerbrach, kam auch ein Mädchen zum Vorschein. Diese beiden Kinder galten als Geschenke der Götter. Kuwanyi und seine Frau zogen die Kinder gut auf, bis sie erwachsen waren. Als beide erwachsen waren, erhielten sie den Namen Jauwiru für den Jungen und Lemlai Suri für das Mädchen. Beide wurden von Kuwanyi getraut.

### Herrschaft von Lahai Bara
Aus Jauwirus Nachkommen entstand das Sultanat Bulungan. Nach Kuwanyis Tod übernahm Jauwiru die Position des Anführers des Dayak-Hupan-Stammes. Jauwiru bekam einen Sohn namens Paran Anyi. Paran Anyi hatte keinen Sohn, aber eine Tochter namens Lahai Bara, die später einen Mann namens Wan Paren heiratete, der ihm in seiner Position nachfolgte. Aus der Ehe von Lahai Bara und Wan Paren gingen ein Sohn namens Si Barau und eine Tochter namens Simun Luwan hervor.
Am Ende ihres Lebens verfügte Lahai Bara, dass ihr „Lungun“ (Sarg) flussabwärts des Kipah-Flusses aufgestellt werden sollte. Lahai Bara erbte drei Arten von Erbstücken: Ani-ani (Kerkapan), Kedabang (eine Art Kopfbedeckung) und ein Bersairuk (Paddel). Diese drei Erbstücke führten zu einem Streit zwischen Si Barau und seiner Schwester Simun Luwan. Schließlich gelang es Simun Luwan, die Ruder zu nehmen und Lahai Baras Sarg mitzunehmen.
Da Simun Luwan über scheinbar übernatürliche Kräfte verfügte, riss sie mit der Ruderspitze an einer Landzunge des Payang-Flusses ab und trieb flussabwärts bis ans Ufer des Kayan-Flusses, der heute im Dorf Long Peleban liegt. Oberhalb des Dorfes Long Peleban liegt Lahai Baras Sarg begraben. Der Legende nach wagten es die Nachkommen Lahai Baras, insbesondere die der Bulungan-Könige, in der Vergangenheit nicht, Lahai Baras Grab zu betreten, da sie den Fluch Si Baraus fürchteten, der ihn im Kampf gegen Simun Luwan treffen würde. Jeder Nachkomme Lahai Baras, der an seinem Sarg vorbeikam, würde mit Sicherheit nicht gerettet werden. Das treibende Kap wird von den Dayak-Kayan-Stämmen noch heute Busang Mayun genannt, was so viel bedeutet wie Treibende Insel.

### Auswanderung der Kayan-Stämme und Überfall durch Sumbang Lawing
Simun Luwans Weggang war auf einen Streit mit ihrem eigenen Bruder zurückzuführen. Dies markierte den Beginn der Migration der Kayan-Stämme, die ihre angestammte Heimat am Payang-Fluss verließen und sich am Kayan-Fluss unweit von Tanjung Selor, der heutigen Hauptstadt des Regierungsbezirks Bulungan, niederließen. Der Kayan-Stamm ist noch heute in mehreren Dörfern entlang des Kayan-Flusses, flussaufwärts von Tanjung Selor, in Long Mara, Antutan und Pimping zu finden. Simun Luwan war mit Sadang verheiratet, und aus ihrer Ehe ging eine Tochter namens Asung Luwan hervor. Simun Luwan und Sadang gründeten eine Dynastie um die Kayan. Die Volksgeschichte besagt, dass 1555 ein von Sumbang Lawing angeführter Kenyah-Stamm die Dayak Hupan überfiel und ihr Anführer Sadang, Sumbang Lawings Bruder, getötet wurde. Inmitten des Chaos gelang Asung Luwan die Flucht an die Küste von Baratan.

### Hochzeit von Asung Luwan mit Datuk Mencang
Prinzessin Asung Luwan heiratete einen Adligen aus Brunei namens Datuk Mencang. Diese Ehe begründete eine hinduistische Linie, die sich in der Region des heutigen Tanjung Selor niederließ. Datuk Mencang war der erste Herrscher, genannt Ksatria Wira, wobei Wira dem Königstitel entspricht.
Datuk Mencangs Heiratsantrag an Asung Luwan wurde abgelehnt, es sei denn, der Prinz aus Brunei konnte eine Mitgift in Form des Kopfes von Sumbang Lawing, dem Mörder von Sadang, seinem eigenen Bruder, aufbringen. Durch Kampfgeist, Geschicklichkeit und Intelligenz gelang es Datuk Mencang schließlich, Sumbang Lawing zu besiegen. Der Kampf wurde durch einen Geschicklichkeitstest ausgetragen, bei dem eine bewegliche Orange mit einer Waffe gespalten werden musste. Datuk Mencang war überlegen und gewann den Geschicklichkeitstest. Datuk Mencang regierte Bulungan von 1555 bis 1595 mit seiner Hauptstadt Busang Arau (Kuala Sungai Pengian). Die Hauptstadt wurde später, 1695, von seinem Nachkommen Wira Digedung nach Limbu verlegt.

### Konversion zum Islam und Gründung
1731 übernahm diese Dynastie, nun unter Wira Amir, der kurz zuvor als Sultan Amiril Mukminin zum Islam konvertiert war, die Herrschaft. Dies markierte die Gründung Bulungans als Sultanat. Wira Amir verlegte seine Hauptstadt von Busang Arau nach Salim Batu. Bulungan wurde als Vasall des Sultans von Berau anerkannt, der sich selbst als Vasall von Kutai bezeichnete. (Das Sultanat Kutai selbst wiederum war anfangs eine Ausgründung von Herrschaften aus Java). Berau fiel jedoch 1770 einem Bürgerkrieg zum Opfer.

### Herrschaft von Alimuddin
Aji Ali folgte seinem Vater als Sultan Alimuddin nach und verlegte die Hauptstadt von Salim Batu nach Tanjung Palas, wobei er Salim Batu in ein Reisfeld verwandelte. Nach dem Bürgerkrieg in Berau plünderte Sulu 1789 sowohl Berau als auch Tarakan. Bulungan erklärte seine Unabhängigkeit von Berau. Zu Beginn des 19. Jahrhunderts wurde das Sultanat Sulu zur dominierenden Macht im Nordosten Borneos, wodurch Bulungan lose in den Einflussbereich von Sulu geriet.
In dieser Zeit begannen Schiffe, nach Sulu, Tarakan und von dort ins Landesinnere von Bulungan zu fahren, um direkt mit Tidung Handel zu treiben. Dieser Einfluss endete offiziell im Jahr 1878 (er war jedoch bereits 1855 beendet) mit der Unterzeichnung eines Vertrags zwischen den Engländern und Spaniern zur Aufteilung von Sulu.

## Niederländische Intervention
Nachdem die Niederländer 1834 Berau erobert hatten, zwangen sie den Sultan am 27. September zur Unterzeichnung eines Abkommens. Dieses Abkommen anerkannte die Niederländer als Souverän und garantierte die gesamte Region Bulungan. Bulungan wurde damit zu einem offiziellen niederländischen Protektorat.
1848 zwangen die Niederländer Kutai ihre Souveränität auf und unterzeichneten am 12. November 1850 einen Politik-Vertrag mit dem Sultan. Die Niederländer intervenierten in der Region, um Piraterie und Sklavenhandel zu bekämpfen.

## Unabhängigkeit von Sulu und die Eroberung von Tidung
Im Februar 1849 erklärten die Bewohner der drei Kampongs entlang des Sebuku-Flusses ihre Treue nicht zu Bulungan, sondern zu Sulu. Daraufhin unterwarf Bulungan das Gebiet mit militärischer Gewalt und vertrieb die Bevölkerung von Sebuku nach Atas. Sebuku blieb unbewohnt. Bulungan unterstützte die Sesayap Tidung gegen Sulu und die Iranun-Piraten. Von diesem Zeitpunkt an verbot Bulungan seinen Tidung-Vasallen den direkten Handel mit Sulu und zwang sie, nur noch über Bulungan Handel zu treiben. Durch politische Heirat wurden Tarakan und andere Staaten in den Tidung-Ländern Untertanen Bulungans. Während dieser Zeit erstreckte sich Bulungans Gerichtsbarkeit bis nach Tawau, was zu einem Streit mit dem Sultan von Sulu führte, der ebenfalls Ansprüche auf die Region erhob.
1855 stellte Bulungan die Tributzahlungen an Sulu für 50 Jahre ein und wurde damit de facto unabhängig von Sulu.
Bis 1900 waren die Aktivitäten der Tausug in der Region aufgrund der zunehmenden niederländischen Einmischung praktisch zum Erliegen gekommen.

## Eingliederung in Niederländisch-Ostindien
Nach einem Vertrag, der den Niederlanden eine gewisse Kontrolle über die inneren Angelegenheiten des Sultanats einräumte, wurde Bulungan im Juni 1878 endgültig in das Kolonialreich Niederländisch-Ostindien eingegliedert, und die Niederländer hatten ein Mitspracherecht bei der Ernennung eines neuen Sultans.
1881 wurde die North Borneo Chartered Company gegründet, wodurch Nordborneo trotz anfänglicher niederländischer Einwände unter britische Gerichtsbarkeit gestellt wurde.
Die Niederländer richteten 1893 einen Regierungsposten in Tanjung Selor ein.

## Entdeckung von Öl
Die niederländische Herrschaft über Bulungan blieb in der Praxis erst nach der Entdeckung von Öl und Naturkautschuk in Ostkalimantan im späten 19. Jahrhundert nominell bestehen. Seitdem erteilte die niederländische Regierung im Januar 1900 Niederländisch-Ostindien die Genehmigung, in die Angelegenheiten der Staaten der Region einzugreifen.
1903 begannen niederländische Streitkräfte eine Militärexpedition gegen den Stamm der Apo Kayan im Landesinneren. 1909 fiel Bulungan unter die unbefristeten Bestimmungen der Korte Verklaring (Kurze Erklärung). Die Finanzangelegenheiten wurden von der Regierung Niederländisch-Ostindiens über die Landschapkassen (Staatskassen) verwaltet, und Bulungan verkaufte seine faktische Macht über das Landesinnere. Etwa im selben Jahr half der Sultan, einen von Panembahan Raja Pendeta (Sapu) angeführten Dayak-Aufstand in den Tidung-Ländern niederzuschlagen. Die Tidung-Länder wurden wieder in Bulungan eingegliedert, und das Sultanat Sembawang wurde abgeschafft.
1911 begann die niederländische Regierung, im Landesinneren der Apo-Kayan-Region zu stationieren, nachdem ein Offizier dauerhaft in Longnawan stationiert worden war. Die Intervention blieb jedoch oberflächlich, und die Apo-Kayan unter der Führung von Oema Tow behielten ein hohes Maß an Autonomie. Infolgedessen wurden die niederländischen Offiziere in der Region unter Druck gesetzt, die einheimische Autorität zu respektieren.
Das Gebiet wurde dem Sultanat zugeteilt, damit der Sultan die Verwaltung der Region Apo Kayan finanzieren konnte, ohne selbst über tatsächliche Macht zu verfügen. Die Regierung ergriff Maßnahmen, um antiislamische Stimmungen unter den Stämmen im Landesinneren zu schüren und so den jüngsten Zustrom christlicher Missionare in das Gebiet zu fördern.
Am 17. Februar 1913 unterzeichneten die Niederlande und Großbritannien ein Grenzabkommen, das die Grenze zwischen den beiden Ländern in Nordborneo endgültig festlegte. Dieses Abkommen wurde durch einen späteren Vertrag vom 28. September 1915 bestätigt.
Im Dezember 1914, als die Niederlande die Steuern auf Öltransaktionen erhöhten, brach in Peningki und Salimbatu ein Aufstand aus, angeführt von Datu Adil, dem selbsternannten Raja von Tarakan, und seinem Bruder Datu Djamalu. Sie forderten die Bevölkerung auf, die Zahlung von Steuern an die Kolonialregierung zu verweigern. Sie wurden am 21. verhaftet und ins Gefängnis von Tajung Selor gebracht, bevor sie im darauffolgenden Jahr nach Samarinda ins Exil geschickt wurden.
Die Entdeckung von Öl durch die BPM (Bataafse Petroleum Maatschappij) auf den Inseln Pulau Bunyu und Tarakan verlieh Bulungan große Bedeutung für die Niederländer, die Tarakan zur Hauptstadt der Regentschaft machten. 1928 erhielt das Sultanat den Status einer Zelfbestuur („Selbstverwaltung“), wie viele Fürstenstaaten Niederländisch-Indiens.

## Eingliederung in Indonesien
Nach der Anerkennung der indonesischen Unabhängigkeit vom Königreich der Niederlande im Jahr 1945 wurde Bulungan am 4. Februar 1948 in die autonome Föderation Kalimantan Timor eingegliedert, die weiterhin unter der Souveränität Niederländisch-Ostindiens stand, bevor es am 17. August 1949 Indonesien beitrat. Ein Jahr später, 1950, wurde Bulungan eine Wilayah Swapraja (autonomes Gebiet), bevor es 1955 den Status einer Wilayah Istimewa (Sondergebiet) erhielt.
Der letzte Sultan Jalaluddin starb 1958. Das Sultanat wurde 1959 abgeschafft, und das Gebiet wurde zu einem einfachen Kabupaten (Regierungsbezirk).

## Entführung, Vetreibung und Mord an der Sultansfamilie
Im Morgengrauen des Freitags, dem 3. Juli 1964, stürmte eine Truppe von 517 Brawijaya-Soldaten unter der Führung von Leutnant B. Simatupang und dem Befehl von Brigadegeneral Soepardjo den Bulungan-Palast und entführte dessen aristokratische Bewohner. Der Rest des Palastgeländes wurde niedergebrannt. Dieser Angriff dauerte am Freitag, dem 24. Juli 1964, zwei Tage und Nächte. Die Entführten wurden später ermordet. Berichten zufolge wurde insbesondere der Thronerbe (Raja Muda) Datu Mukemat, zwischen den Inseln Tarakan und Bunyu aufs Meer gebracht, mit Steinen gefesselt, erschossen und ins Meer geworfen.

## Herrscher
Bekannte Herrscher des Sultanats Bulungan, Zeiten der Herrschaft, Informationen und Ereignisse
- 1731–1777 Wira Amir, genannt Sultan Amiril Mukminin. Nach seinem Übertritt zum Islam gründete er das Sultanat Bulungan mit seiner Hauptstadt Salim Batu. Er wurde Vasall von Berau.[2]
- 1777–1817 Aji Ali, genannt Sultan Alimuddin. Unter seiner Herrschaft wurde die Hauptstadt von Bulungan nach Tanjung Palas verlegt.[2]
- 1817–1861, 1866–1873 Aji Muhammad, genannt Sultan Muhammad Amiril Kaharuddin. Während seiner Herrschaft eroberten die Niederländer 1834 Berau. Im selben Jahr unterzeichnete Bulungan einen Vertrag mit den Niederländern, in dem die Niederlande als Souverän anerkannt wurden. 1850 folgte ein weiterer Vertrag, der den niederländischen Einfluss im Kampf gegen die Piraterie in der Region stärkte. 1849 führte er Krieg gegen die Tidungs und unterwarf sie seiner Herrschaft, wodurch er den Handel im Nordosten Borneos monopolisierte. 1855 stellte er die Tributzahlungen an den Sultan von Sulu ein. 1861 dankte er altersbedingt zugunsten seines Sohnes Muhammad Djalaluddin ab, bestieg den Thron jedoch 1866 nach Djalaluddins Tod erneut, um zu verhindern, dass der Thron in die Hände von Datuk Alam fiel.[7]
- 1861–1866 Si Kidding, genannt Sultan Muhammad Djalaluddin. Er war der Sohn von Muhammad Amiril Kaharuddin. Er starb 1866.[7]
- 1873–1875 Datuk Alam, genannt Sultan Khalifatul Alam Muhammad Adil. Er bestieg den Thron als Nachkomme eines anderen Zweigs der Familie. Er verstieß gegen das Abkommen mit den Niederlanden, was 1875 zu seiner Vergiftung bei einem Bankett im Bulungan-Palast führte.
- 1875–1889 Ali Kahar, genannt Sultan Kaharuddin II. Während seiner Herrschaft gliederten die Niederländer Bulungan im Juni 1878 vollständig in Niederländisch-Indien ein.[3]
- 1889–1899 Si Gieng, genannt Sultan Azimuddin Während seiner Herrschaft richteten die Niederländer einen Posten in Tanjung Selor ein. Puteri Sibut übernahm 1899 nach seinem Tod mit Unterstützung ihres Premierministers die Regentschaft, da der älteste Sohn Datuk Belembung zu jung zum Regieren war.
- 1901–1925 Datuk Belembung, genannt Sultan Maulana Muhammad Kasim Al-Din Während seiner Herrschaft schlug er mit Unterstützung der Niederländer einen Dayak-Aufstand unter der Führung von Panembahan Raja Pendeta aus Sembawang in den Tidung-Ländern nieder. Er annektierte die Tidung-Länder in sein Herrschaftsgebiet.[3]
- 1925–1930 Datuk Mansyur (amtierend) Er war amtierender Sultan. Während seiner Herrschaft erhielt Bulungan die Selbstverwaltung über seine inneren Angelegenheiten. Die Hauptstadt wurde nach Tarakan verlegt. Die Hinterlandstämme wie die Apo Kayan, die Pujungan und die Leppo' Ma'ut wurden Bulungan einverleibt.[3]
- 1930–1931 Achmad Sulaiman, genannt Sultan Muhammad Sulaiman Datuk Mansyur, übergab die Macht an Achmad Sulaiman. Er starb im darauffolgenden Jahr plötzlich.[2]
- 1931–1958 Datuk Tiras, ernannt als Sultan Maulana Muhammad Djalaluddin II. Seine Herrschaft überblickte die Ereignisse des Zweiten Weltkriegs, wie die japanische Besatzung und die Rückkehr der niederländischen Verwaltung, gefolgt von der Unabhängigkeitserklärung Indonesiens 1945 und der Eingliederung Bulungans in Indonesien am 17. August 1949.

1950 erlangte Bulungan die Autonomie und wurde 1955 zu einem Sondergebiet. Datuk Tiras starb 1958, und das Sultanat wurde 1959 aufgelöst.
Die Herrscher-Familie hatte für einen Anschluss an das in den frühen 1960er Jahren aus dem britischen Kolonialreich neu zu gründende Malaysia optiert, was aber die sozialistische Regierung Indonesiens von Achmed Sukarno scharf bekämpfte. Sukarno betrieb jahrelang eine auch militärisch unterfütterte Expansionsstrategie, die auf das Einschließen aller früheren Sultanate auf Borneo und großenteils auch Malaysias in das Gebiet Indonesiens abzielte. Diese Expansionsbestrebungen wiederum stießen auf den harten, ebenfalls militärisch unterfütterten Widerstands Englands, sodass sich Sarawak und Nord-Borneo dem neuen Malaysia anschlossen, und Brunei selbständig blieb. Die Bestrebungen der Herrscherfamilie Bulungans jedoch wurden von England nicht unterstützt, sodass das Gebiet Bulungan indonesisch verblieb.
Die Überlebenden des Überfalls auf die Herrscherfamilie Bulungans gingen nach Malaysia und wurden malaysische Staatsbürger. Spätere Erben jedoch erklärten 2017, dass sie indonesische Staatsbürger werden wollten.

## Galerie

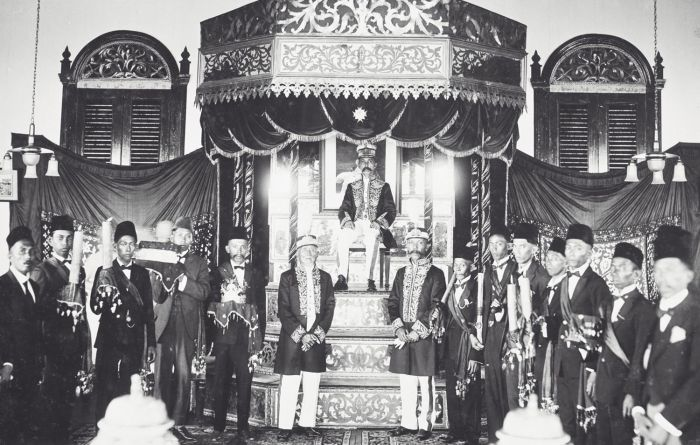
Maulana Mohammed Jalauddin, Sultan von Bulungan, mit der Herrscherfamilie des Sultanates Bulungan (ca. 1925–1935).
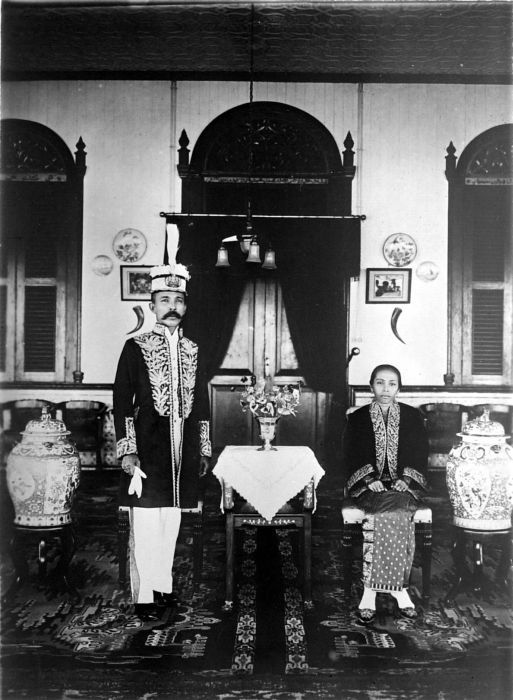
Abdul Jalil von Bulungan mit Königin (1940).